# Österreichische Nationalbank
De Oesterreichische Nationalbank (OeNB) is de centrale bank van Oostenrijk.
Deze bank is in 1999 onderdeel geworden van de Europese Centrale Bank en behoort tot het Europees Stelsel van Centrale Banken.